# Una lacrima sul viso (brano musicale)
Una lacrima sul viso è una canzone composta per il testo da Mogol e per la musica dallo stesso Bobby Solo, seppur attribuita a Iller Pattacini. Fu presentata al Festival di Sanremo 1964 nell'interpretazione dello stesso Bobby Solo, in abbinamento con il cantante statunitense Frankie Laine, che lo eseguì in inglese con il titolo For Your Love.

## Testo
Descrive i sentimenti d'un uomo che scopre, da una lacrima sul volto, i sentimenti di una ragazza; scoperta che conduce allo sbocciare dell'amore reciproco.

## Successo e critica
Data la sua somiglianza con Elvis Presley, quell'anno Bobby Solo fu la rivelazione del festival.
Durante la finale si verificò la prima esibizione in "playback" al Festival di Sanremo (seppure fuori gara) causata dalla laringite che affliggeva il cantante italiano. Concessione che fu criticata, perché in deroga del vigente regolamento.
In seguito al grande successo di questa canzone - piazzata prima, nella classifica delle canzoni più popolari, per otto settimane - fu prodotto un film dallo stesso titolo, del genere chiamato allora "musicarello".

## Cover
Nel 1964 Jerry Adriani incide una cover del brano per l'album Italianissimo (CBS, 37349), per il mercato brasiliano.
Esiste anche la versione di Nico dei Gabbiani inserita nella raccolta Anni '60 & '70: I tormentoni.
Nel 2003 è pubblicata nella raccolta di Little Tony e Bobby Solo Non si cresce mai (Universal Music Group, 0380522).
Nel 2006 Claudio Baglioni incide una cover del brano inserita nel doppio album Quelli degli altri tutti qui (Columbia, 82876897372).
Nel 2020 il cantante pubblica la versione remix curata da Dj Nell e Gianni Drudi.
| Classifica (1964) |
| ----------------- |
| 1                 |